# Kenny Monday
Kenny Monday (n. 25 noiembrie 1961, Tulsa, Oklahoma, SUA) este un luptător ce a reprezentat Statele Unite ale Americii, medaliat olimpic. A participat la 3 ediții ale Jocurilor Olimpice (1988, 1992, 1996) în care a câștigat o medalie de aur și o medalie de argint.